# Delia quercupinetorum
Delia quercupinetorum är en tvåvingeart som beskrevs av Griffiths 1993. Delia quercupinetorum ingår i släktet Delia och familjen blomsterflugor. Inga underarter finns listade i Catalogue of Life.